# Too Young to Know
Pour plus de détails, voir Fiche technique et Distribution.
Too Young to Know est un film américain en noir et blanc réalisé par Frederick de Cordova, sorti en 1945.

## Synopsis
Deux jeunes mariés adolescents ne saisissent pas bien la notion de mariage. Elle, Sally, n'est pas prête à se ranger et préfère sortir avec ses amis. Lui, Ira, est arrogant et peu capable de comprendre les « douleurs de croissance » de sa femme.
Ira apprend qu'il est recruté dans l'armée et qu'il doit partir pour la guerre du Pacifique Sud. Une vive dispute éclate et le couple décide de divorcer. Trois années se passent. Alors qu'il est basé en Inde, Ira croise une amie commune, la séduisante Patsy, qui lui annonce une nouvelle qui va produire l'effet d'une bombe : Ira serait le père d’un petit garçon né peu après son divorce, et l'enfant a été confié à des parents adoptifs. Choqué, le jeune soldat demande et obtient une permission de dix-huit jours pour retourner en Californie voir son fils.

## Fiche technique
- Réalisation : Frederick de Cordova
- Assistant-réalisateur : James McMahon
- Scénario : Jo Pagano, Harlan Ware (en)
- Photographie : Carl Guthrie
- Montage : Folmar Blangsted
- Musique : Heinz Roemheld
- Producteur : William Jacobs (producer) (en)
- Société de production et de distribution : Warner Bros.
- Pays de production :  États-Unis
- Langue originale : anglais américain
- Format : noir et blanc — 35 mm — 1,37:1 — son : mono (RCA Sound System)
- Genre : drame psychologique
- Durée : 86 minutes
- Date de sortie :
  - États-Unis : 1er décembre 1945

## Distribution
- Joan Leslie : Sally Sawyer
- Robert Hutton : Ira Enright
- Dolores Moran : Patsy O'Brien
- Harry Davenport : le judge Boller
- Rosemary DeCamp : Mrs. Enright
- Barbara Brown : Mrs. Wellman
- Robert Lowell : Johnny Cole
- Arthur Shields : Mr. Enright
- Craig Stevens : le major Bruce
- Don McGuire : le lieutenant Yates
- Richard Erdman : Tommy
- Robert Arthur : Jimmy
- John Miles (actor) (en) : le lieutenant Beal
- Larry Thompson : le pilote de transport
- Dorothy Malone : Mary
- Betty Brodel (en) : un invité à la fête